# Die 8. Sünde
Die 8. Sünde ist ein mit dem Venus Award als bester Film ausgezeichneter, deutscher Pornofilm aus dem Jahr 2003.

## Handlung
Der Film handelt von einem Engel im Himmel (Ilas (Horst Baron) und seiner weiblichen Gefolgschaft (Tiffany Hopkins und Susi Webstar)), die sich von einem geheimen Buch über die sieben Todsünden inspirieren lassen. Die einzelnen Szenen stellen jeweils eine Todsünde dar. 
Die erste Szene handelt von der „Gefräßigkeit“ mit Philippe Soine und Marlene. Die Darsteller spielen ein Ehepaar, welches nach jahrelanger Enthaltsamkeit durch eine gemeinsame Fressattacke auch sexuell wieder zusammenfindet. Danach wird die Szene zur Sünde „Stolz“ gezeigt, in der eine junge vernachlässigte Ehefrau (Nicole K.) sexuelle Aufmerksamkeit bei einem Treffen mit dem Darsteller Falk findet. Dann folgt eine Szene zu „Geiz“ mit Conny Dachs und Fanny. In der folgenden Szene zum Thema „Faulheit“ ist die französische Darstellerin Janet Taylor zu sehen, wie sie sich einen Traumtyp herbeiträumt. In der Szene zur Sünde „Zorn“ spielt Tyra Misoux, gefolgt von der Szene zu „Neid“, in der Anja Juliette und Pierre Laval zu sehen sind. Am Schluss ist eine Szene zur Sünde „Lust“ zu sehen, in der die beiden weiblichen Engel einige Statuen zum Leben erwecken.

## Maske/Frisuren
Für die Maske und die Frisuren war Isabel Golden zuständig.

## Auszeichnungen
- 2003: Venus Award „Bester Film – Deutschland“